# Limneria insculpta
Limneria insculpta is een slakkensoort uit de familie van de Velutinidae. De wetenschappelijke naam van de soort is voor het eerst geldig gepubliceerd in 1913 door Odhner.